# Nysius thymi
Nysius thymi är en insektsart som först beskrevs av Wolff 1804.  Nysius thymi ingår i släktet Nysius och familjen fröskinnbaggar. Arten är reproducerande i Sverige. Inga underarter finns listade i Catalogue of Life.

## Bildgalleri

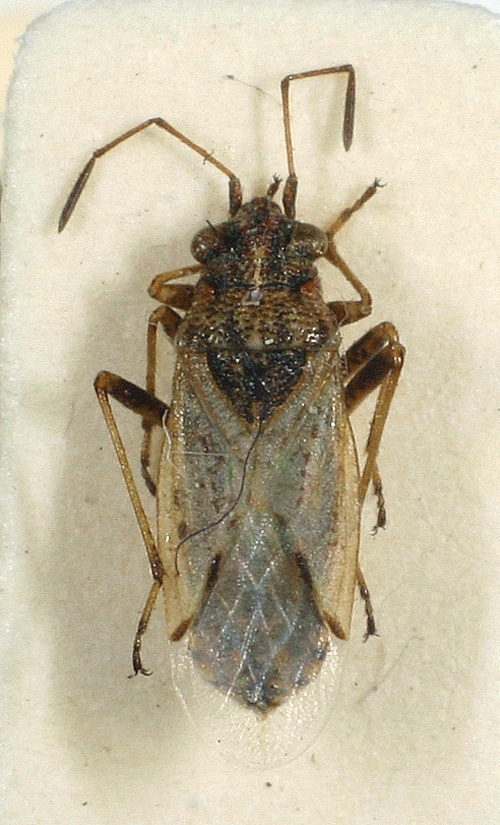